# Olcella projecta
Olcella projecta är en tvåvingeart som först beskrevs av Malloch 1913.  Olcella projecta ingår i släktet Olcella och familjen fritflugor. Inga underarter finns listade i Catalogue of Life.